# Пелагія і білий бульдог (мінісеріал)
«Пелагія і білий бульдог» — російський 8-серійний серіал 2009 року, екранізація першого роману з серії «Пригоди Пелагії» (збірка «Провінційний детектив») Бориса Акуніна.

## Сюжет
Класичний детектив за бестселером Бориса Акуніна про пригоди черниці Пелагії, яка наділена надзвичайною інтуїцією, що дозволяє їй успішно розслідувати страшні злочини. Винахідливість Пелагії, як таланти знаменитої міс Марпл, завдяки яким вона доводить професійним слідчим, що безвихідних ситуацій не буває.
Дія серіалу відбувається в російському містечку Заволзької губернії наприкінці XIX століття. Місцевий єпископ і його вірна помічниця черниця Пелагія розслідують низку страшних злочинів: на околиці міста знаходять трупи з відрізаними головами.
Жанр: детектив
Режисер: Юрій Мороз
Випущено: Студія Мороз-фільм на замовлення Централ Партершип
Тривалість: 8 серій по 42 хв
У головних ролях:
Поліна Кутепова, Олександр Феклістов, Олександр Голубєв, Вікторія Ісакова, Віктор Маркін, Максим Матвєєв, Олена Плаксіна, Тимофій Трібунцев, Сергій Угрюмов, Ніна Усатова

## Знімальна група
- Автор сценарію: Зоя Кудря
- Режисер: Юрий Мороз
- Оператор: Анатолій Петрига
- Художники по костюмам: Дмитро Андрєєв, Воладимир Нікіфоров.
- Продюсери: Сергій Даниелян, Рубен Дишдишян, Арам Мовсесян, Юрій Мороз

## Зйомки
До серіалу про Пелагію мали увійти одразу дві книги Акуніна, однак згодом їх вирішили розділити..
Права на екранізацію роману придбали у 2002 році, при цьому в умовах зазначалось, що письменник Борис Акунін буде особисто затверджувати виконавців головних ролей (Пелагії та Митрофанія), а також бульдогів, що з'являться в екранізації. Письменник від початку вважав, що саме Поліні Кутеповій варто зіграти головну роль. Однак, спершу він влаштував акторці іспит Акунін попросила Кутепову начитати роман «Пелагія і білий бульдог» в мікрофон, а згодом випустив диск. Письменнику сподобалась аудіоверсія «фильму», і Поліну Кутепову затвердили на головну роль..
Спочатку знімальна група планувала, що роль Пелагії, перевдягненої у світське вбрання, зіграє сестра-близнючка Поліни Кутепової — Ксенія Кутепова. Однак режисер Юрій Мороз вирішив, що буде краще, якщо обидві ролі зіграє лише Поліна, і вже після зйомок фільму зазначив, що «вона з цим завданням прекрасно впоралась».
Фільм знімали в Москві, Суздалі та Кирилові, в околицях Кирило-Білозерського та Ферапонтіва монастирів, а також в маєтках-музеях.
В ролі бульдогів знімали трьох дорослих собак і двох щенят (всіх обирав особисто Борис Акунін). При цьому знімальна група неодноразово мала проблеми зі зйомкою кадрів, коли бульдогам, згідно із сценарієм, потрібно було сидіти спокійно або ж прикидатися мертвими, адже вони мають дуже активну та жваву вдачу. Іноді навіть доводилось заміняти живих акторів-бульдогів на іграшкові.

## Відгуки
Режисер про фільм:
Я розумію, що інтерес до серіалу буде зумовлений в першу чергу самим романом, а я лише ставлю його екранізацію. Близько до тексту. В літературному джерелі багато стилізації під класику — там і Достоєвський, і Чехов. Для своєї екранізації я обрав світлі тони
— Юрій Мороз 

З висловлювань про фільм самого режисера в інтерв'ю «Комсомольській правді»: 
 — Які прогалини були в «Пелагії», на Вашу думку?

— Є речі, які на папері виглядають добре. А коли ти букви трансформуєш в зображення, виникають проблеми. Наприклад, коли Пелагія падає у воду і її несе ріка. Волга ніяк не виглядає неспокійною. Там справді сильна течія, каскадер навіть впоратись не могла, але на картинці цього не видно… …От і виходить - що змогли перекласти на мову кіно - те переклали. А що не вдалося, на те знавці Акуніна ткнуть пальцем і скажуть: «А ось тут не так зробили!»
— Юрій Мороз 

— Багато хто каже: розтягнуто вийшло…

— Я міг би зробити чотири серії. И було б динамічно. Але в такому разі до фільму не потрапила б значна частина акунінських літературних образів. А мені здавалось, що на цьому будується весь Акунін. Це можна упустити? Можна. Буде динамічніше? Буде. Але поціновувачі Акуніна скажуть: «Чому ви викинули цю сцену, це ж принципово для автора!» Скільки людей, стільки й думок.
— Юрий Мороз 
Після зйомок фільму Борис Акунін також був задоволений грою головної героїні:
 Пелагію грає саме та, хто і мав її грати, це Поліна Кутепова. Я від самого початку хотів бачити в серіалі цю акторку і добивався цього. Тепер бачу, що не помилився. Поліна не лише дуже гарно зіграла роль монахині, але вона ще й дуже гарна (в сенсі вроди), коли перевдягається в світську даму. 
— Борис Акунін 

## Цікаві факти
- Породи «російський білий бульдог» насправді не існує, а білий окрас — не рідкість серед бульдогів багатьох пород[2].
- Ніні Усатовій, що грала власницю бульдогів, так сподобались собаки, що після зйомок вона заявила про свої наміри й самій тепер завести білого бульдога[2].
- Тимофій Трибунцев, виконавець ролі Бубенцова, під час зйомок носив справжні костюми XIX століття. А костюм Олександра Феклістова, що зіграв отця Митрофанія, важив 10 кілограміов[5].
- Манера відображення побуту в маєтку дуже нагадує фільм Микити Михалкова «Незавершена п'єса для механічного піаніно»: і самовар в саду, і хлопчик у картузі, і лакей.